# Teorie VSEPR
Teorie VSEPR, plným názvem Valence Shell Electron Pair Repulsion (odpuzování elektronových párů valenční sféry), je model užívaný v chemii k předpovídání geometrie molekul na základě počtu a druhu elektronových párů obklopujících centrální atomy. Je také označován jako Gillespieho-Nyholmova teorie, podle hlavních tvůrců.
Teorie VSEPR je založena na předpokladu, že vazebné i nevazebné elektrony, obklopující atom, se navzájem odpuzují, a proto se snaží zaujmout takové uspořádání, aby byly co nejdále od sebe, čímž určují geometrii molekuly. Gillespie zdůraznil, že odpuzování dané Pauliho vylučovacím principem je pro určování geometrie významnějším faktorem než elektrostatické odpuzování.
Teorie VSEPR je založena spíše na pozorovatelné elektronové hustotě než na vlnové funkci, proto nesouvisí s hybridizací orbitalů, i když obě teorie řeší tvar molekul.

## Historie
Myšlenku, že může existovat vztah mezi geometrií molekuly a počtem valenčních elektronů (jak vazebných, tak i nevazebných), publikoval poprvé v roce 1939 Ryutaro Tsuchida a nezávisle na něm ji v roce 1940 prezentovali Nevil Sidgwick a Herbert Powell z Oxfordské univerzity. V roce 1957 teorii zpřesnili a rozšířili Ronald Gillespie a Ronald Sydney Nyholm z University College London, takže umožňovala výběr mezi různými geometriemi.
V posledních letech byla teorie VSEPR kritizována jako zastaralý model, jak z hlediska vědecké přesnosti, tak i z pedagogického úhlu pohledu. Např. u ekvivalentních nevazebných elektronových párů vody a karbonylových sloučenin nejsou uvažovány rozdíly v symetrii (σ vs. π) molekulových orbitalů, a tyto rozdíly jsou někdy v chemii významné. Také neexistují důkazy, ať už výpočetní nebo experimentální, o větší objemnosti nevazebného páru oproti vazebnému. Nicméně, teorie VSEPR věrně popisuje vlastnosti a distribuci elektronů v jednoduchých molekulách, proto je stále vyučována.

## Základní přehled
Teorie VSEPR se využívá pro předpověď uspořádání elektronových párů okolo nevodíkových atomů v molekule, především v jednoduchých a symetrických molekulách, kde jsou tyto centrální atomy vázány ke dvěma a více atomům. Geometrie těchto atomů a uspořádání jejich nevazebných elektronových párů pak určují geometrii zbytku molekuly.
Počet elektronových párů ve valenční slupce centrálního atomu zjistíme nakreslením Lewisova strukturního vzorce molekuly. Teorie VSEPR uvažuje dvojnou a trojnou vazbu jako jednovazebnou skupinu. Součet počtu atomů vázaných k centrálnímu atomu a nevazebných elektronových párů se označuje jako sterické číslo centrálního atomu.

## Velikost odpuzování
Celková geometrie je zpřesňována rozlišením mezi vazebnými a nevazebnými elektronovými páry. Vazebný elektronový pár sdílený v sigma-vazbě s přilehlým atomem leží dále od centrálního atomu než nevazebný pár tohoto atomu, který je blízko kladně nabitého jádra. Teorie VSEPR proto uvažuje odpuzování způsobené nevazebným elektronovým párem za silnější než odpuzování vazebným elektronovým párem. Pokud jsou v molekule dvě interakce s různou velikostí odpuzování, VSEPR předpovídá takovou strukturu, kde bude nevazebný pár umístěn tak, aby odpuzování bylo co nejmenší. Odpuzování dvojice nevazebný pár-nevazebný pár (np-np) je považováno za silnější než nevazebný pár-vazebný pár (np-vp), které je silnější než odpuzování vazebný pár-vazebný pár (vp-vp). Tyto rozdíly pak umožňují určit správnou geometrii, pokud existuje více neekvivalentních pozic. Například, pokud centrální atom obklopuje pět elektronových párů, bude mít molekula tvar trigonální bipyramidy. V tomto uspořádání jsou dva páry v axiální poloze a tři páry v ekvatoriální poloze. Elektronový pár v axiální poloze interaguje s třemi páry, které s ním svírají úhel 90°. Čtvrtý pár pak svírá úhel 180°, jeho interakce s posuzovaným párem je nejslabší. Naproti tomu, elektronový pár v ekvatoriální pozici interaguje s dvěma páry pod úhlem 90° a zbylé dva s ním svírají úhel 120°. Repulze od bližších párů (úhel 90°) je silnější, proto budou nevazebné elektronové páry obsazovat ekvatoriální pozice.
Rozdíl mezi vazebným a nevazebným elektronovým párem lze využít k vysvětlení odchylek od ideální geometrie. Např, v molekule vody jsou čtyři elektronové páry, dva vazebné a dva nevazebné. Výchozím tvarem pro tento počet elektronových párů je tetraedr, v kterém je úhel mezi elektronovými páry 109,5°. Vzhledem k silnější repulzi od nevazebných elektronových párů, dojde k deformaci vazebného úhlu HOH na hodnotu 104,5°.
Toto pravidlo lze ještě rozšířit dvěma dalšími pravidly:
- Bentovo pravidlo: Vazebný elektronový pár s více elektropozitivním ligandem způsobuje větší odpuzování. Tímto lze vysvětlit proč Cl v PClF4 preferuje ekvatoriální pozici a proč je vazebný úhel v OF2 (103,8°) menší než ve vodě (104,5°). Nevazebné páry jsou posuzovány jako speciální případ, kdy má ligand nejvyšší možnou elektropozitivitu.
- Vazba vyššího řádu odpuzuje silněji než vazba nižšího řádu. Tím lze vysvětlit, proč je vazebný úhel O=C-Cl ve fosgenu (124,1°) větší než úhel Cl-C-Cl (111,8°), i když je chlor elektropozitivnější než kyslík.

## Metoda AXE
Metoda AXE se běžně používá pro počítání elektronových párů v teorii VSEPR. Písmeno A představuje centrální atom, X je ligand (atomy vázané k A). Písmeno E reprezentuje počet nevazebných elektronových párů, které náleží centrálnímu atomu molekuly. Součet X a E se označuje jako sterické číslo.
V závislosti na počtu vazebných a nevazebných elektronových párů, dokáže teorie VSEPR předpovědět tvar molekuly, jak je shrnuto v tabulce.
| Sterické číslo | Geometrie molekuly 0 nevazebných párů                 | Geometrie molekuly 1 nevazebný pár | Geometrie molekuly 2 nevazebné páry | Geometrie molekuly 3 nevazebné páry |
| -------------- | ----------------------------------------------------- | ---------------------------------- | ----------------------------------- | ----------------------------------- |
| 2              | Lineární (CO2)                                        |                                    |                                     |                                     |
| 3              | Trigonálně planární (BCl3)                            | Lomený tvar (SO2)                  |                                     |                                     |
| 4              | Tetraedr (CH4)                                        | Trigonálně pyramidální (NH3)       | Lomený tvar (H2O)                   |                                     |
| 5              | Trigonální bipyramida (PCl5)                          | Houpačka (SF4)                     | Tvar T (ClF3)                       | Lineární (I - 3 )                   |
| 6              | Oktaedr (SF6)                                         | Čtvercová pyramida (BrF5)          | Čtverec (XeF4)                      |                                     |
| 7              | Pentagonální bipyramida (IF7)                         | Pentagonální pyramida (XeOF - 5 )  | Pětiúhelník (XeF - 5 )              |                                     |
| 8              | Tetragonální antiprizma (TaF 3- 8 )                   |                                    |                                     |                                     |
| 9              | Trojboký hranol s třemi přidanými vrcholy (ReH 2- 9 ) |                                    |                                     |                                     |

| Typ molekuly | Tvar                                      | Uspořádání elektronových párů včetně nevazebných párů, ty jsou zobrazeny žlutě | Geometrie bez nevazebných párů | Příklady                                |
| ------------ | ----------------------------------------- | ------------------------------------------------------------------------------ | ------------------------------ | --------------------------------------- |
| AX2E0        | Lineární                                  |                                                                                |                                | BeCl2, HgCl2, CO2                       |
| AX2E1        | Lomený                                    |                                                                                |                                | NO - 2 , SO2, O3, CCl2                  |
| AX2E2        | Lomený                                    |                                                                                |                                | H2O, OF2                                |
| AX2E3        | Lineární                                  |                                                                                |                                | XeF2, I - 3 , XeCl2                     |
| AX3E0        | Trigonálně planární                       |                                                                                |                                | BF3, CO 2- 3 , NO - 3 , SO3             |
| AX3E1        | Trigonální pyramida                       |                                                                                |                                | NH3, PCl3                               |
| AX3E2        | Tvar T                                    |                                                                                |                                | ClF3, BrF3                              |
| AX4E0        | Tetraedr                                  |                                                                                |                                | CH4, PO 3- 4 , SO 2- 4 , ClO - 4 , XeO4 |
| AX4E1        | Houpačka                                  |                                                                                |                                | SF4                                     |
| AX4E2        | Čtverec                                   |                                                                                |                                | XeF4                                    |
| AX5E0        | Trigonální bipyramida                     |                                                                                |                                | PCl5                                    |
| AX5E1        | Čtvercová pyramida                        |                                                                                |                                | ClF5, BrF5, XeOF4                       |
| AX5E2        | Pětiúhelník                               |                                                                                |                                | XeF - 5                                 |
| AX6E0        | Oktaedr                                   |                                                                                |                                | SF6, WCl6                               |
| AX6E1        | Pentagonalní pyramida                     |                                                                                |                                | XeOF - 5 , IOF 2- 5                     |
| AX7E0        | Pentagonalní bipyramida                   |                                                                                |                                | IF7                                     |
| AX8E0        | Tetragonální antiprizma                   |                                                                                |                                | IF - 8 , ZrF 4- 8 , ReF - 8             |
| AX9E0        | Trojboký hranol s třemi přidanými vrcholy |                                                                                |                                | ReH 2- 9                                |